# اوبنا-لز-الپ
اوبنا-لز-الپ (به فرانسوی: Aubenas-les-Alpes) یک کمون در فرانسه است که در آلپ-دو-اوت-پرووانس واقع شده‌است. اوبنا-لز-الپ ۷٫۹۳ کیلومتر مربع مساحت دارد ۶۵۰ متر بالاتر از سطح دریا واقع شده‌است.